# Irena Dukas
Irena Dukas, (grško Είρήνη Δούκας ali  Δούκαινα, Eirēnē Doukaina) bizantinska cesarica, * okrog 1066, † 19. februar 1123 ali 1133
Irena je bila žena bizantinskega cesarja Alekseja I. Komnena in tašča Nikefora Brijenija. Bila je zelo izobražena. Po smrti Alekseja I. leta 1118 je poskušala vreči s prestola svojega sina Ivana II. Komnena in na njegovo mesto postaviti zeta Nikefora Birijenija in hčerko Ano Komneno. Ker zarota ni uspela, sta se morali s hčerko umakniti v samostan.
1. ↑  Encyclopædia Britannica